# Christophe Barbier
Cet article concerne le journaliste. Pour le réalisateur, voir Christophe Barbier (réalisateur).
Pour les articles homonymes, voir Barbier.
Christophe Barbier, né le 25 janvier 1967 à Sallanches (Haute-Savoie), est un journaliste éditorialiste et artiste dramatique français. Il est le directeur de rédaction de l'hebdomadaire L'Express entre août 2006 et octobre 2016. Il est également éditorialiste politique et chroniqueur sur BFM TV de septembre 2016 à juillet 2025 .

## Biographie

### Formation
Après avoir étudié au lycée du Mont-Blanc au Passy, où il obtient un baccalauréat scientifique (mention assez bien), alors qu'il se décrit plutôt comme un « littéraire », il passe par une prépa B/L au lycée du Parc à Lyon et intègre l'École normale supérieure de Paris (promotion 1987 Lettres). Il est titulaire d'une maîtrise en histoire (1989).
Il est aussi diplômé de l'ESCP Business School (1992, MS Média).

### Carrière
Journaliste politique, il passe par Le Point (1990) et Europe 1 (1995), sur La Cinquième, il anime l'émission Affaires publiques dans les années 1990 en compagnie de Denis Jeambar, expliquant notamment le rôle des institutions françaises et européennes.
Il devient chef du service politique de L'Express en 1996, puis directeur adjoint de la rédaction en 2001.
En août 2006, après le rachat de l'Express par le groupe belge Roularta et à la suite du départ de Denis Jeambar pour Le Seuil, il devient directeur de la rédaction de l'hebdomadaire. Il procède alors à une importante réorganisation de la rédaction et à de nombreux départs parmi les rédacteurs en chef et les chroniqueurs extérieurs. Il annonce alors la forme qu'il compte faire prendre à l'hebdomadaire : « un entretien « vitrine » placé en début de journal, la partie « indiscrets » remusclée, les pages « arts et spectacles » réintégrées après avoir été exilées dans le magazine (Le Mag). Celui-ci, consacré à la mode, la maison, la santé, les loisirs, sera enrichi et rebaptisé. On l'appellera Styles. Ses objectifs : attirer la publicité, rajeunir et féminiser un lectorat encore masculin à 60 % ».
Dans un entretien avec le site imédias.biz, il explique qu'il compte sur 10 % de bénéfices à l'avenir et cela grâce au site internet : « Il faut donc avoir un site puissant pour faire un maximum de pages vues, pour qu'on vende autant d'encarts pub et de pages pub Internet que possible. »
Sous sa direction, entre 2006 et 2014, L'Express connaît un déficit de plus de 86 millions d'euros. Pour la seule année 2015, la perte attendue est de 4 millions d'euros.
En 2014 il reçoit la Plume d'or de la Société des auteurs savoyards pour ses ouvrages et ses attaches en Haute-Savoie,,.
En septembre 2015, il est chargé par son actionnariat Altice Media Group de réaliser le départ de 125 salariés qui s'ajoutent aux 115 départs ayant eu lieu lors du rachat en début d'année par ce même groupe. Il est pris à partie par les salariés.
À partir de la rentrée 2013, il est présent chaque matin aux côtés de Bruce Toussaint dans Team Toussaint, la matinale info sur I-Télé ; il y présente les chroniques politiques.
En octobre 2016, alors que la diffusion de L'Express a encore reculé de 22,5 % en un an, est annoncé son départ de la direction du journal. Il y reste toutefois comme éditorialiste et devient conseiller éditorial de la direction du groupe. Depuis sa nomination à la direction de L'Express en 2006, la diffusion du magazine est passée de 538 798 à 300 000 exemplaires vendus.
À la rentrée 2016, en vue de l'année électorale qui s'annonce, il rejoint BFM TV et présente la chronique Politique Première tous les matins dans Première édition (6 h - 8 h 30). À la rentrée 2020, il est remplacé par Matthieu Croissandeau à la présentation du billet politique de la matinale mais continue à intervenir sur la chaîne en tant qu'éditorialiste politique.
En octobre 2021, il est présenté comme le directeur de rédaction d’un nouvel hebdo intitulé Franc-Tireur, un hebdomadaire « anti-extrémismes » créé par Daniel Kretinsky, homme d’affaires tchèque, qui lance le même mois sur Facebook sa campagne de pré-abonnement, dont le principal combat, selon Barbier, sera de « dénoncer » les « ennemis des valeurs républicaines ».

### Interventions dans les médias
Parallèlement à ses activités au sein de L'Express, Christophe Barbier intervient régulièrement dans les médias. Il porte une écharpe rouge comme « signe distinctif », hormis lors de ses interventions sur France Télévisions.
De 2003 à 2006, il est le contradicteur d'Éric Zemmour dans l’émission conduite par Victor Robert sur I-Télé : Ça se dispute.
On le voit apparaître très fréquemment dans l'émission C dans l'air sur France 5; entre 2022 et 2024, il y est invité 62 fois, et il est la personnalité la plus invitée de janvier 2008 à mars 2012. Christophe Barbier est aussi régulièrement invité de Sud Radio et de Le Grand Journal de Canal+ pour commenter l'actualité hebdomadaire.
À partir de septembre 2006, dans le cadre d'un accord entre L'Express et LCI, Christophe Barbier assure dans la matinale un éditorial et une interview politique quotidienne.
Pendant l'été 2011, il quitte LCI et revient sur I-Télé pour présenter dans la matinale un éditorial et animer une interview.
En septembre 2019, il commence à présenter une chronique de théâtre sur Radio J : Entracte.
Depuis février 2021, il est interviewer politique sur Radio J et éditorialiste dans Actualités Juives.
Le 16 février 2023, il devient sociétaire de l'émission Les Grosses Têtes animée par Laurent Ruquier.
Depuis septembre 2023, il intervient dans Esprits Libres sur Radio Classique.

### Carrière artistique
Christophe Barbier a une pratique assidue du théâtre. Il est le metteur en scène du « Théâtre de l'Archicube », la troupe de théâtre des anciens élèves de l'École normale supérieure, qui regroupe une trentaine d'acteurs amateurs, dont Raphaël Enthoven. À ce titre, il est membre de l'Académie Alphonse Allais.
En 2012, il écrit Une histoire de la Comédie-française, qui est représentée par la troupe du Français, dans une mise en scène de Muriel Mayette. Les interprètes sont Bruno Raffaelli, Elsa Lepoivre, Loïc Corbery, Pierre Niney et Eliot Jenicot.
Devenu professionnel en 2017, Il écrit et interprète plusieurs spectacles joués au Théâtre de Poche Montparnasse : Le Tour du théâtre en 80 minutes, Cabaret mai 68, Moâ, Sacha, Le grand Théâtre de l’Epidémie, Mozart, mon amour, Les Diaboliques.
En juillet 2018, il y remplace Thierry Harcourt dans Une Actrice, de Philippe Minyana, au côté de Judith Magre.
En 2019, il interprète Georges Mandel dans L’Un de nous deux, de Jean-Noël Jeanneney, au Théâtre du Petit Montparnasse, puis en 2022, au même endroit, François Mitterrand dans Elysée, de Hervé Bentégeat, deux spectacles mis en scène par Jean-Claude Idée. Il est en 2023 et 2024 Paul Morand dans Mademoiselle Chanel en hiver, de Thierry Lassalle, au Théâtre de Passy.
En 2021, il crée la compagnie Christophe Barbier avec son épouse, la soprano Pauline Courtin. Après Choses vues et chantées d'après Victor Hugo, Mozart, mon amour, où il interprète le rôle de Georg Nikolaus von Nissen, est donné entre avril 2023 et juillet 2024 au Théâtre de Poche-Montparnasse avant de partir en tournée à la Salle Gaveau, au Festival Les Trois Coups de Jarnac, aux Nocturnes de la Villa Ephrussi.
Entre novembre 2024 et mars 2025, Pauline Courtin et Christophe Barbier apparaissent dans le spectacle Offenbach et les Trois Empereurs. Présenté au Théâtre de Poche Montparnasse, le spectacle mêle théâtre et musique : la chanteuse y interprète le rôle d'Hortense Schneider, muse et interprète d'Offenbach, tandis que le comédien incarne Jacques Offenbach.[réf. nécessaire].

### Vie privée

La soprano Pauline Courtin et le journaliste Christophe Barbier

Le 18 octobre 2008, à Paris, Christophe Barbier épouse Yamini Lila Kumar, ex-communicante politique d'Euro RCSG et directrice de la communication d'Hermès, puis réalisatrice. Divorcé en 2019, il épouse en 2020 la soprano Pauline Courtin,.

## Idées

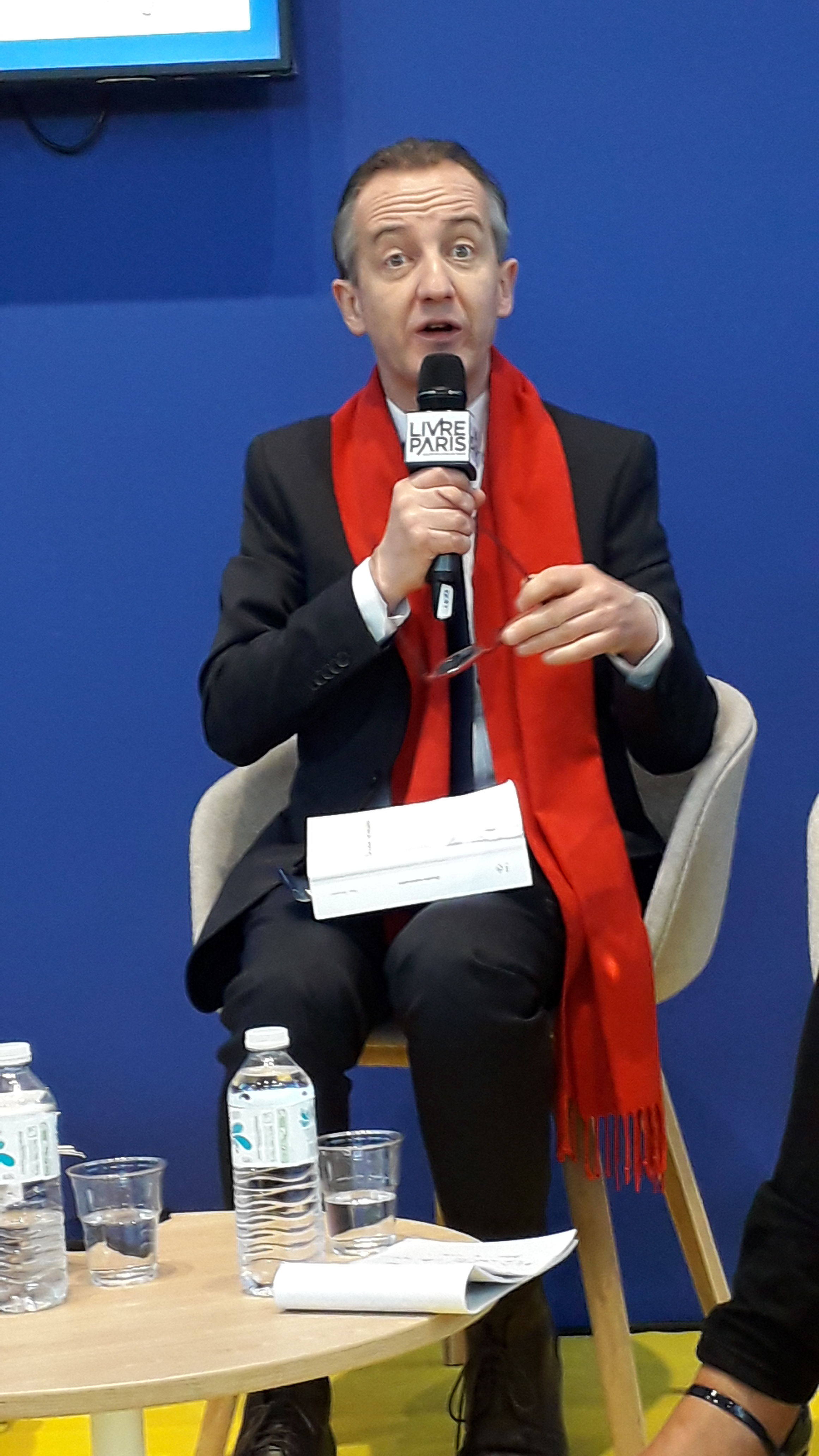
Christophe Barbier au Salon du Livre 2019.

Christophe Barbier défend l'idée d'un journalisme engagé mais non partisan, estimant que L'Express dont il est directeur de la publication n'est ni à gauche ni à droite, que sa mission est d'offrir un « maximum d'éléments » aux lecteurs « pour qu'ils puissent éclairer et former leur jugement », et qu'il ne doit « donner aucune consigne de vote » mais affirme qu'il faut voter Macron au second tour en 2017. Il affirme que L'Express s'est engagé notamment « pour l'urgence écologique ».
En 2009, dans un éditorial intitulé Priorité aux élites pour la rentrée, il explique que « la vraie priorité de l'Éducation » devrait consister à « former une élite toujours plus puissante afin que le pays tienne son rang dans la concurrence mondiale. Il faut que le grand emprunt à venir finance d'abord l'enseignement supérieur, pour renforcer l'excellence française, aider les meilleurs à être plus forts encore, éviter la fuite des cerveaux. Le débat public, accaparé par le sort des exclus du système, oublie que l'essentiel est, sans cynisme, la performance ».
Dans un éditorial de L'Express du 20 janvier 2010, il avance que « le manque de volonté » expliquerait l'obésité ce qui, selon Solenne Carof, nie « la complexité des processus physiologiques, psychologiques et sociaux » qui expliqueraient l'obésité.
Il considère que réaliser l'égalité salariale entre hommes et femmes « tout d'un coup » est un projet utopique et néfaste pour les entreprises.
En 2013, lors du débat sur le travail dominical, il se déclare en faveur de la déréglementation du travail le dimanche et dénonce le « respect stupide du droit ». Il recommande la suppression de la cinquième semaine de congés payés pour les salariés.
En septembre 2013, lors de l'émission C à vous sur France 5, Jean-Luc Mélenchon qualifie Barbier, alors directeur de la rédaction de L'Express, de « militant politique proche de l'extrême droite »,. Il lui reproche notamment une couverture de l'hebdomadaire parue en novembre 2012, sur laquelle une femme voilée avec un enfant entrent dans une caisse d'allocations familiales, intitulée Le vrai coût de l’immigration,.
Il se déclare en faveur d'un contrôle de l'Internet, citant l'exemple de la Chine, mais en restant mesuré,.
Acrimed suggère que Christophe Barbier a soutenu via L'Express le « oui » au référendum sur la Constitution européenne comme la quasi-totalité des médias français,. Christophe Barbier a soutenu le Pacte écologique de Nicolas Hulot, la candidature de Ségolène Royal lors de la primaire présidentielle socialiste de 2006, la nécessité d'une réforme du système de retraite par répartition français, et a encouragé François Hollande, tout juste élu à la présidence de la République française, à mener une politique de rigueur.
En 2017, il déclare notamment au Journal du dimanche : « Se confronter au terrain pollue l’esprit de l’éditorialiste. Son rôle est de donner son opinion, d’affirmer ses certitudes, par essence improuvables. Afficher avec force ses convictions permet aux lecteurs de s’y frotter pour former les leurs » et « L'éditorialiste est comme un tuteur sur lequel le peuple, comme du lierre rampant, peut s'élever ». Ces positions lui valent de nombreuses critiques.
En 2018, au sujet de la réforme des retraites, il déclare : « Beaucoup ne seront plus électeurs en 2022, parce qu’ils seront morts ».
En 2019, il affirme ne pas être macroniste mais que ce serait au contraire Emmanuel Macron qui serait « Barbieriste » car selon lui avant même qu'Emmanuel Macron n'ait eu sa majorité, il était favorable à l’Europe fédérale et la nation européenne depuis très longtemps et que ce serait ce dernier qui l'aurait rejoint en raison des accusations que les journalistes, notamment lui, seraient des valets du gouvernement.
Le 18 avril 2020, lors du premier confinement pendant l’épidémie de la Covid-19, il déclare : « À un moment donné pour sauver quelques vies de personnes très âgées, on va mettre au chômage quelques milliers de gens… La vie a un coût pour l’économie. Et cet arbitrage-là, dans l’ombre, dans la pénombre des cabinets ministériels, il faut bien à un moment donné l’envisager… »,.

## Critiques
Christophe Barbier est l'un des journalistes critiqués par le film documentaire français sorti en janvier 2012, Les Nouveaux Chiens de garde, lui-même tiré de l'essai éponyme de Serge Halimi paru en 1997, qui explore les collusions entre les médias français et le pouvoir politique et économique français.
En novembre 2012, il est critiqué par différents titres de presse dont Le Nouvel Obs à la suite d'une couverture de L'Express intitulée « Le vrai coût de l'immigration », illustrée par une femme en voile intégral pénétrant dans une Caisse d'allocations familiales. Christophe Barbier se défend en avançant que « l'immigration est une bonne chose pour la France, une très bonne chose pour la vitalité française. »
Il fait également régulièrement des déclarations critiques sur la Corse dans ses éditos et ses interventions médiatiques, provoquant souvent des vagues d'indignation au sein de la population insulaire ; interrogé sur Europe 1 en août 2013 sur la spéculation immobilière et la montée des prix dans l’île, il déclare que si « la Corse devient trop chère, il faut partir. »
En janvier 2014, au moment de la polémique entourant l'humoriste Dieudonné, Blaise Magnin et Henri Maler y publient un article reprochant à Christophe Barbier ses contradictions sur la question de la liberté d'expression, passant de « il ne peut pas y avoir de limite à la liberté d’expression » à propos du journal satirique Charlie Hebdo, à « la liberté d’expression a des limites » à propos des spectacles de Dieudonné. Ils critiquent également ses « appels au désordre public », à « bafouer le droit de vote » et ce qu'ils considèrent comme une volonté d'« orchestrer la propagande au sein de l’Éducation nationale ». Le journal Libération se demande même s'il est vraiment journaliste.
En janvier 2018, il est brocardé pour avoir composé un rap en l'honneur d'Emmanuel Macron puis avoir fait le poirier sur le plateau de BFM TV.
Pour Acrimed, en 2019, Barbier est un « éditocrate » qui dénonce « la confusion entre journalisme et militantisme » mais qui reconnaît aussi se battre depuis 30 ans pour les idées défendues par Emmanuel Macron.

Le 23 avril 2020, lors d'un débat centré sur la fin du confinement et les personnes dites fragiles avec Olivier Truchot, l’éditorialiste Christophe Barbier ne souhaite pas une protection renforcée des personnes à risque car il estimait qu'empêcher certaines personnes de travailler pourrait être assimilé à de la discrimination. Pour étayer son propos, il l'a illustré par cet exemple : « Il y a quelque chose qui m’a frappé, quand le professeur Salomon fait son point, il y a des interprètes en langue des signes à côté, et deux dames qui sont d’évidence en surpoids, elles viennent travailler tous les soirs, elles sont en première ou en seconde ligne… Elles ont le droit de travailler. » Ces propos, notamment avec cette comparaison et cette conclusion ont fortement déplu aux internautes. Entre insultes et piques envers l'éditorialiste, certains internautes ont mentionné simplement le CSA en dessous d'extraits des propos de Christophe Barbier. Accusé de grossophobie sur Twitter, il est revenu le vendredi, dans la matinale de BFM TV, s'excuser pour la maladresse de ses propos : 

« J'ai cité comme personnes fragiles, en surpoids et continuant à travailler, deux interprètes en langue des signes de la Direction générale de la santé. Je voulais indiquer qu'elles étaient exemplaires mais je n'aurais pas dû les désigner ainsi et je leur présente volontiers mes plus plates excuses. Je leur suis obligé,,. »

## Œuvres

### Livres
- Les Derniers Jours de François Mitterrand, Paris, Grasset, 1997 (ISBN 2246513324) - rééd. 2015
- La Comédie des orphelins, Paris, Grasset, 2000 (ISBN 2246575516)
- La guerre de l'Élysée n'aura pas lieu, Paris, Grasset, 2001 (ISBN 224662441X)
- La Saga Sarkozy, Paris, Éditions L'Express, 2007 (ISBN 978-2843434679)
- Le Bleu de la terre, 2007
- Les Nouveaux Caractères, 2007
- L'Express. 60 ans à la une, Paris, éditions de la Martinière, 2011
- Maquillages. Les politiques sans fard, 2012 (ISBN 978-2246794745)
- Dictionnaire amoureux du théâtre, Paris, Plon, 2015
- Les Derniers Jours de la gauche, Paris, Flammarion, 2017
- Le Monde selon Sacha Guitry, Paris, Tallandier, 2018
- Macron sous les masques, Paris, Éditions de l'Observatoire, 2019
- Les Tyrannies de l'épidémie, Fayard, 2021 (ISBN 978-2-21371-833-0)
- Le Monde selon Molière, Paris, Tallandier, 2022  (ISBN 979-1-0210-4965-9)
- Moi, Jean-Luc M., Paris, Grasset, 128 p., 2024  (ISBN 978-2246837886)

#### Préface pour les éditions L'Express
- Le Vrai Pouvoir des francs-maçons, de François Koch , 2009
- Les Grands Entretiens de l'Express, 2011
- Parrains du siècle : destins et déclins, de Bruno Aubry, 2011

#### Ouvrages collectifs ou en collaboration
- Les Fantaisies microcosmiques[69], L'Avant-Scène Théâtre, coll. « Des Quatre Vents », 2004
- Rêvons !, avec Marc Jolivet, Flammarion, 2013
- La Citadelle assiégée, avec J.M. Martí Font, Plon, 2018

### Films et télévision
- 2006 : L'État de Grace (minisérie) : Christophe Hétier (3 épisodes)[70]
- 2008 : Mitterrand à Vichy de Serge Moati : participation au scénario (téléfilm de docu-fiction)
- 2013 : Doutes de Yamini Kumar : Chris Bailey (long métrage)[71]
- 2015 : Profilage : le journaliste (saison 6 - épisode 4)
- 2018 : Munch : Maître Giraud (2 épisodes) (série télévisée)
- 2019 : Commissaire Magellan, épisode La Nébuleuse d'Orion : M. Dutilleux, le recteur de la faculté de Saignac
- 2020 : Les Espions du général, documentaire : Pierre Brossolette[72]
- 2020 : De Gaulle, l’éclat et le secret de François Velle : Alain Peyrefitte

### Théâtre
- 2023 : Mozart, mon amour, au Théâtre de Poche Montparnasse, avec Pauline Courtin (soprano) et Vadim Sher (pianiste)
- 2024 : Les Diaboliques, d’après l’œuvre éponyme de Barbey d'Aurevilly
- 2024 : Offenbach et Les Trois Empereurs, au Théâtre de Poche Montparnasse, avec Pauline Courtin (Hortense Shneider) et Vadim Sher (Le Tsar)